# Lauri Nurminen
Lauri Nurminen (9 de setembro de 1906 — 20 de fevereiro de 2009) foi um centenário finlandês que, ao falecer aos 102 anos, era o último soldado conhecido da Guarda branca e o último veterano sobrevivente conhecido da Guerra Civil Finlandesa.

## Biografia
Lauri Nurminen serviu na Guarda Branca na Guerra Civil finlandesa logo após a guerra ter estourado em 1918, quando ele tinha apenas 12 anos de idade.
Ele morreu em 20 de fevereiro de 2009 aos 102 anos. Aarne Arvonen foi o considerado último veterano da Guerra Civil finlandesa até que Nurminen fosse encontrado e verificado como veterano em 2010, quase um ano após sua morte. Na morte, ele foi o último veterano da Guerra Civil da Finlândia no conflito.